# Locomoção
Em biologia, chama-se locomoção à capacidade que têm muitos organismos de se movimentarem por seus próprios meios no habitat em que vivem.
Os mamíferos normalmente deslocam-se com o auxílio dos seus membros; os peixes com as barbatanas; a maioria das aves e alguns insetos com as asas; muitos protozoários com cílios ou flagelos, ou ainda por movimentos ameboides, ou seja, modificando a forma do seu corpo, como a ameba.

## Locomoção dos seres vivos

### Seres humanos
Os seres humanos podem se locomover andando ou através de máquinas por eles construídas, como a bicicleta, o automóvel, o trem, o avião, o barco, entre outras.

#### Andar

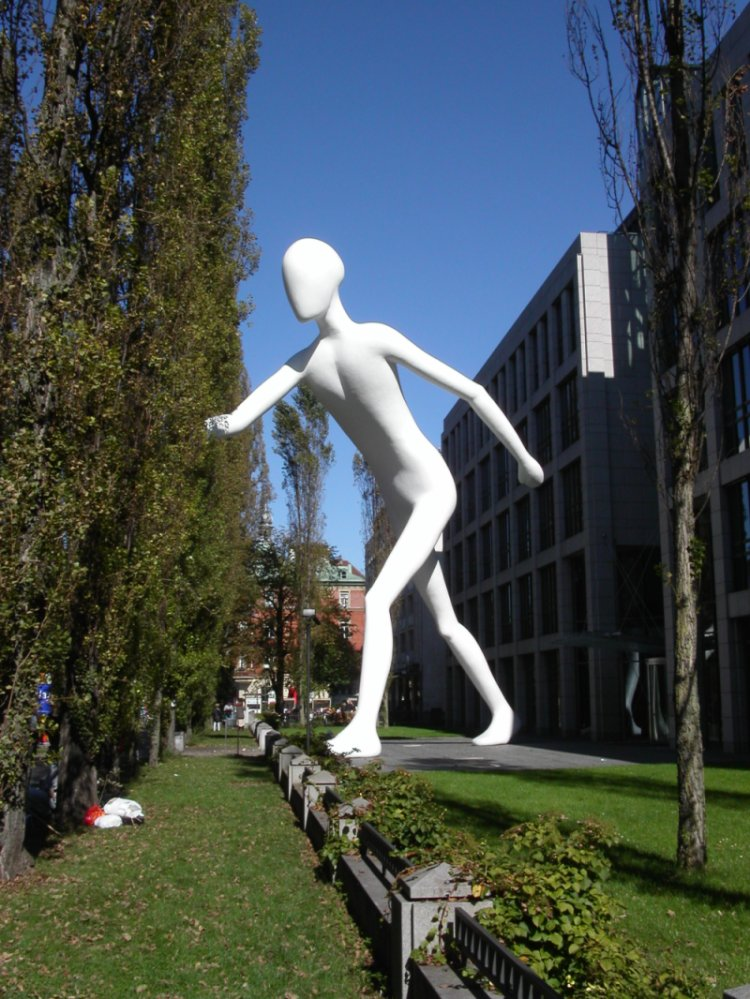
Plástica "Walking Man" em Munique, representando uma pessoa andando.

Andar é o deslocamento com as pernas. O homem e muitos animais têm a capacidade de andar.
No sentido mais geral, andar é o mesmo que avançar, como em: "o andamento das aulas", "o andar da carruagem" ou "vamos andar de carro".
Com exceção em casos de problemas físicos ou mentais, um ser humano começa a andar com cerca de 1 (um) ano de idade, e desenvolve completamente a função nos seus primeiros sete anos de vida. A capacidade de andar está associada ao desenvolvimento infantil.
Correr é se locomover de forma mais rápida, e geralmente a posição do corpo e a forma da marcha é um pouco diferente para executar esse movimento. Ver também atletismo.
Com o suporte de algum objeto ortopédico apropriado, é possível que um deficiente físico ou mental naturalmente incapaz de andar, possa então executar essa função.

##### O movimento
O movimento – também compartilhado de forma semelhante com alguns animais bípedes – constitui-se em, com o corpo levemente inclinado para frente, alternar as pernas, dobrando levemente o joelho e apoiando-se nos pés de modo que o chão seja empurrado para trás, fazendo com que o corpo se desloque para frente. Por causa do equilíbrio, naturalmente os braços tendem a ficar em posição oposta às pernas, ou seja, se a perna esquerda está para frente, o braço esquerdo está para trás, valendo o mesmo para o braço e perna direita. Apesar do corpo gastar energia para balançar os braços ao andar, esse movimento acaba sendo benéfico em termos da energia gasta pelo organismo para o deslocamento. Estudos indicam que andar sem o balançar sincronizado dos braços acaba aumentando o custo metabólico em 25%. O movimento do andar humano inclui também um movimento pendular do tronco para frente e para trás, no sentido do deslocamento, e um movimento pendular lateral, sincronizados com os passos dados ao caminhar. Há diferenças significativas na forma de andar com os olhos abertos e fechados e também com o avanço da idade. O movimento pendular do tronco na direção do deslocamento aparentemente se mantém com o avanço da idade ao se caminhar com olhos abertos. Entretanto, com os olhos fechados, o comprimento relativo dos passos assim como o movimento pendular lateral tendem a ser maiores. O  comprimento relativo dos passos também tende a ser maior com o avanço da idade.

##### Análise da marcha
Análise da marcha é a avaliação da forma como um ser humano se locomove. Faz parte das técnicas e procedimentos da avaliação física para se estabelecer um diagnóstico cinesiológico do movimento da pessoa.

##### Velocidade humana do andar e correr
A velocidade máxima do andar, excluindo a marcha atlética, é estimada em 12 km/h; ao correr a velocidade máxima desenvolvida por atletas na corrida de 100 metros rasos é estimada em aproximadamente 40 km/h.

##### Galeria

Movimento padrão da marcha humana.
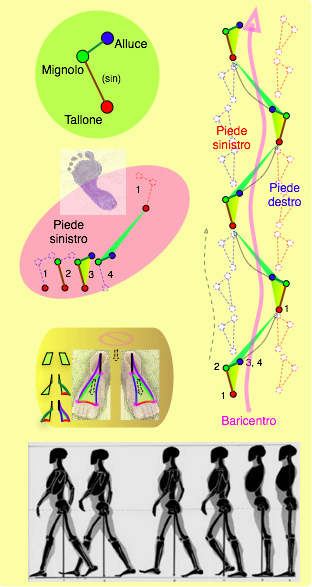
Sistema motor humano relacionado ao andar (detalhes em italiano).
pessoa correndo